# Гандилян, Папин Арташесович
Папи́н Арташе́сович Гандиля́н (арм. Պապին Արտաշեսի Ղանդիլյան; 15 марта 1929, село Пашакенд (с 1945 г. - Ацарат) Новобаязетского уезда Армянской ССР — 26 марта 2001, Ереван) — армянский советский учёный-биолог, ботаник, селекционер, специалист по охране и изучению генофонда растительных ресурсов, а также педагог. Доктор биологических наук (1973), профессор (1974). Академик Академии сельскохозяйственных наук Республики Армения (1994).

## Биография
Папин Арташесович Гандилян родился 15 марта 1929 года в селе Пашакенд (с 1945 г. - Ацарат) Новобаязетского уезда Армении (ныне на территории города Гавар) в крестьянской семье. После окончания средней школы (ныне носящей его имя ) он год работал в качестве секретаря в местном педагогическом училище, а затем переехал в Ереван. В 1947 году поступил на агрономический факультет Армянского сельскохозяйственного института, который с отличием окончил в 1952 году. По окончании института, недолго проработав агрономом Управления зерновых культур Министерства сельского хозяйства Армении, Папин Арташесович поступил в аспирантуру на кафедру растениеводства Армянского сельскохозяйственного института, и с того времени до последнего дня вся его научная деятельность протекала здесь.
В 1958 году после аспирантуры П. А. Гандилян приглашён на постоянную работу в должности ассистента кафедры ботаники. В том же году он успешно защитил диссертацию на тему «Изучение озимой пшеницы в условиях Ново-Баязетского района АрмССР» и ему дали учёную степень кандидата сельскохозяйственных наук.
Научную деятельность Папин Арташесович на протяжении более 40 лет сочетал с педагогической. В течение многих лет он возглавлял кафедру ботаники (1988—1997) и был проректором Армянского сельскохозяйственного института по научной работе (1978—1992). Под его руководством подготовлено и защищено 10 диссертаций.
В 1994 году П. А. Гандиляна избрали академиком Академии сельскохозяйственных наук Республики Армения и академиком-секретарём отделения растениеводства, селекции и семеноводства. П. А. Гандилян награждён шестью медалями за вклад в развитие биологической и сельскохозяйственной наук, за внедрение изобретения созданного после 20 августа 1973 года, вручён нагрудный знак «Изобретатель СССР».

## Научный вклад
Свои интересы П. А. Гандилян сосредоточил на исследовании растительных генетических ресурсов, которыми так богата дикая флора Армении. Армения, как один из Переднеазиатских очагов возникновения важнейших сельскохозяйственных культур и район древнего земледелия, привлекала внимание многих исследователей. Достаточно назвать имена Н. И. Вавилова, Е. А. Столетовой, К. А. Фляксбергера, М. М. Якубцинера, П. М. Жуковского, В. Ф. Дорофеева, М. Г. Туманяна и других. П. А. Гандилян продолжил исследования, начатые М. Г. Туманяном.
Во время многочисленных экспедиций в различные районы, особенно в малоисследованные уголки республики, им был собран большой материал по колосовым культурам и сделаны флористические находки зафиксированные во многих научных статьях с 1967 по 2001 год (см. Биобиблиография деятелей науки). В различных районах Армении он обнаружил редкие виды диких сородичей зерновых культур. Как указывал П. А. Гандилян, некоторые из обнаруженных видов до этого не встречались в Армении и Закавказье. Им описаны 8 групп разновидностей колосовых зерновых и более 70 новых разновидностей.
Усилиями П. А. Гандиляна создан и ныне поддерживается солидный генофонд колосовых культур, ставший исходным материалом для получения высокопродуктивных сортов трибы Пшеницевидные. Эти работы и сейчас продолжают его ученики в организованной им в 1981 году лаборатории по изучению генофонда дикорастущих сородичей культурных растений, руководителем которой Папи́н Арташесович состоял на протяжении 20 лет.
П. А. Гандилян пропагандировал необходимость охраны генофонда Армении, её растительных ресурсов. Именно по его инициативе в 1981 году организован Эребунийский заповедник — единственный в мире охраняемый очаг сохранения дикорастущих видов пшеницы и других зерновых. Так, через 50 лет осуществилось пожелание Н. И. Вавилова об организации заповедника на этой территории, которую он считал одним из интереснейших уголков земного шара.
Проблема сохранения генофонда с каждым днём приобретает всё большую остроту, и в настоящее время она стоит на повестке дня FAO. Особое значение приобретают растительные ресурсы в первичных центрах, куда относится и территория Армении (см. публикацию FAO на стр.70). Этим работам посвящены многочисленные работы и выступления П. А. Гандиляна. Так, в «Красной книге растений Армении» (Ереван, 1989) им написан раздел «Дикие сородичи культурных растений».
П. А. Гандилян разработал метод экспериментальной полиплоидии и на этой основе синтезировал ряд новых видов пшеницевидных. Благодаря усовершенствованию метода экспериментальной полиплоидии, П. А. Гандиляном совместно с сотрудниками лаборатории получены 14 межродовых амфидиплоидов. Проведённые фундаментальные исследования позволили П. А. Гандиляну развить новую концепцию о происхождении полиплоидных видов, особенно группы хлебопекарных пшениц.
Деятельность Папи́на Арташесовича была тесно связана с отделом пшениц ВИРа, коллекцию которого он пополнял собранными на территории Армении ценными местными сортами пшеницы и дикорастущими сородичами колосовых, а также созданными им новыми сортами, внедрёнными в производство. П. А. Гандилян автор нескольких сортов ячменя, полбы и тритикале.
Папи́н Арташесович разработал новые принципы систематизации генофонда растений колосовых культур и их дикорастущих сородичей. Базой этих принципов стал выведенный Н. И. Вавиловым закон гомологических рядов в наследственной изменчивости. Разработанные им групповая и формульная таблицы параллельных рядов легли в основу «Определителя пшеницы, эгилопса, ржи и ячменя» (1980) (недоступная ссылка). Эта работа представляет собой конспект мирового ботанического и генетического разнообразия перечисленных культур. В ней содержится информация о 28 видах и 1400 разновидностях пшеницы, 23 вида эгилопса, 5 сборных видах и 70 разновидностях ржи, а также о 5 видах и 430 разновидностях ячменя.
Интересы П. А. Гандиляна не ограничивались областью теоретической и экспериментальной генетики и селекции, но и затрагивали различные исторические, археологические и филологические аспекты изучения растительных ресурсов, что нашло своё отражение во многих опубликованных научных и научно-популярных статьях.

## Общественная работа
- Национальный координатор по растительным генетическим ресурсам по линии IPGRI, ICARDA,SIMMYT
- Главный консультант Эребунийского заповедника
- Член специализированных советов Высшей аттестационной комиссии по защите диссертаций по специальностям: ботаника (Институт ботаники Национальной академии наук Республики Армения) и агрономия (Армянская Сельскохозяйственная академия).
- Член Армянского ботанического общества
- Член Российского ботанического общества
- Член Всесоюзного общества генетиков и селекционеров имени Н. И. Вавилова (ВОГиС имени Н. И. Вавилова)
- Член Армянского отделения ВОГиС имени Н. И. Вавилова
- Член Общества охраны природы Армении.
- Член редколлегии журналов: «Биологический журнал Армении», «Известия сельскохозяйственных наук Госагропрома АрмССР», «Природа Армении», «Наука и производство»